# La Puebla de Valdavia
La Puebla de Valdavia is een gemeente in de Spaanse provincie Palencia in de regio Castilië en León met een oppervlakte van 29,50 km². La Puebla de Valdavia telt 108 inwoners (1 januari 2016).

## Demografische ontwikkeling
Bron: INE, 1857-2011: volkstellingen